# تیم ملی فوتبال زیر ۲۰ سال شیلی
تیم ملی فوتبال زیر ۲۰ سال شیلی (انگلیسی: Chile national under-20 football team) یا تیم ملی فوتبال جوانان شیلی، نماینده کشور شیلی در مسابقات فوتبال جوانان آمریکای جنوبی و جهان است که زیر نظر فدراسیون فوتبال شیلی فعالیت می‌کند.
از افتخارات این تیم میتوان به کسب مقام سوم در جام جهانی فوتبال زیر ۲۰ سال ۲۰۰۷ اشاره کرد. 